# Miss Waters
The Sea Lady
Pour les articles homonymes, voir Waters.

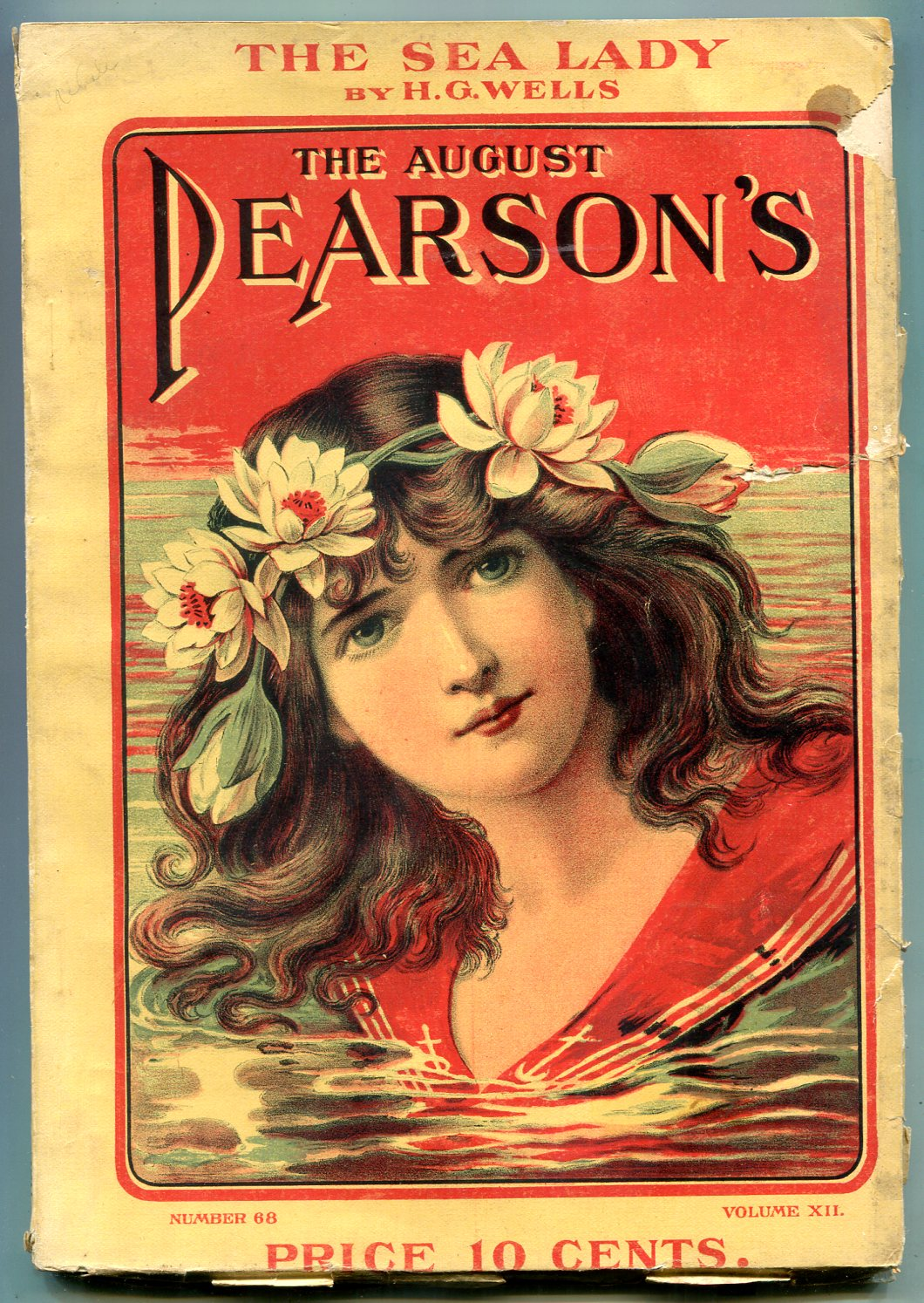
Couverture d'un exemplaire du Pearson's Magazine de 1901.

Miss Waters (titre original en anglais : The Sea Lady) est un roman fantastique de l'écrivain britannique H. G. Wells (1866-1946), traité par ce dernier à la manière d'une fable.
Il paraît en feuilleton de juillet à décembre 1901 dans Pearson's Magazine avant d'être publié en volume l'année suivante par Methuen. Le roman est traduit en français en 1906 par Henry-D. Davray et Bronisław Kozakiewicz. Il tire son inspiration de May Nisbet, la fille du critique dramatique du Times, que Wells avait aperçue en costume de bain lors d'une visite à Sandgate, et dont il avait accepté de prendre à sa charge la scolarité après la mort de son père.

## Intrigue

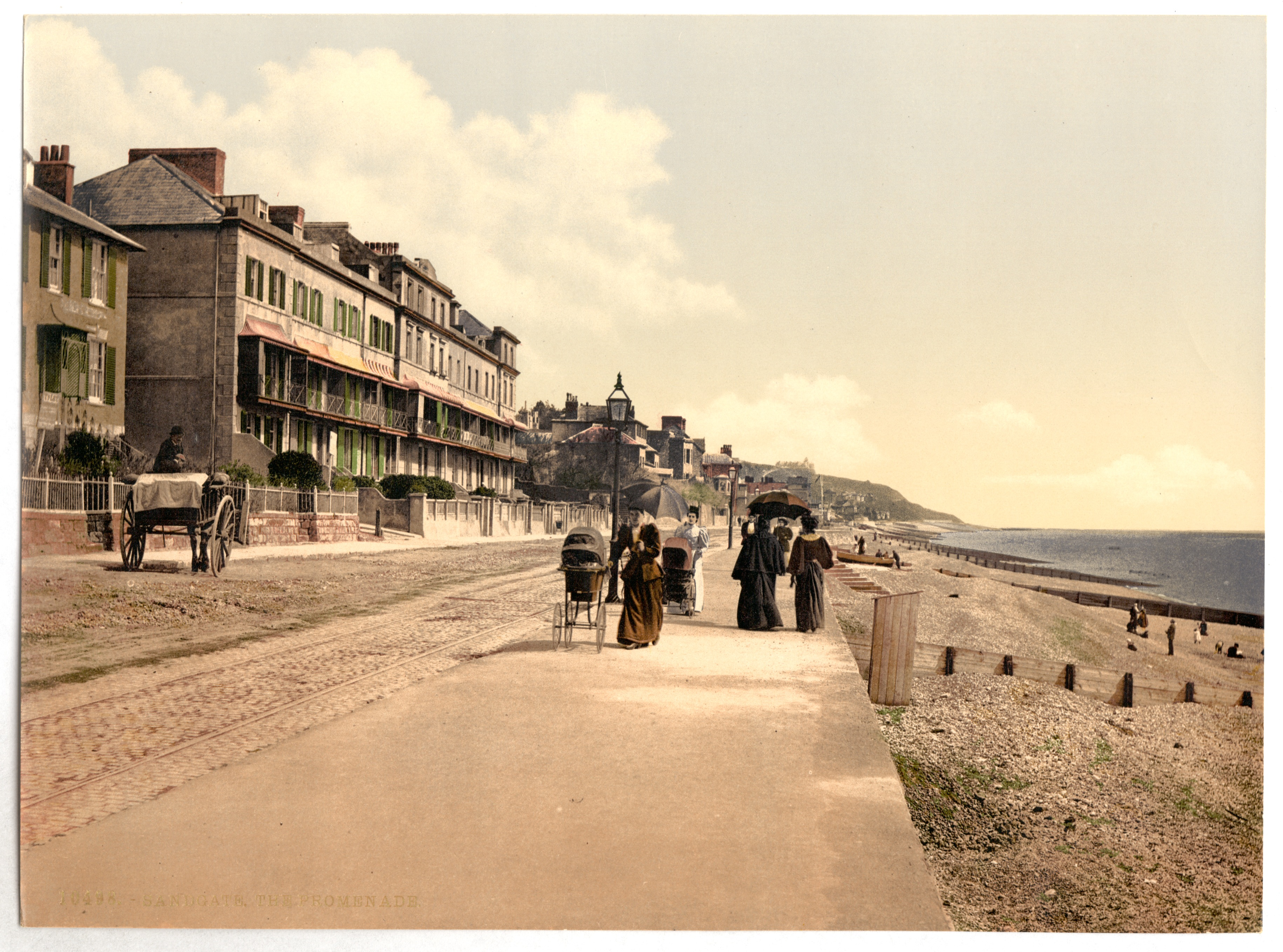
La promenade du front de mer à Sandgate, photographiée entre 1890 et 1900, à l'époque où se situe l'action du roman.

Cette histoire à l'intrigue touffue est celle d'une sirène faisant son apparition sur la côte sud de l'Angleterre en 1899 et de ses tentatives pour se faire admettre dans la haute société. Adoptée par la famille Bunting, la « Dame de la Mer », qui se fait appeler Miss Doris Thalassia Waters, tente de séduire Harry Chatteris, un homme aperçu quelques années auparavant dans les Mers du Sud, près de Tonga, et dont elle s'est entichée, comme elle le révèle au cousin du narrateur, Melville, qui est aussi un ami de la famille Bunting. Étant une créature immortelle, Miss Waters passe outre au fait que Chatteris est déjà fiancé à Miss Adeline Glendower et essaye de faire oublier sa jeunesse désœuvrée en se lançant dans la politique. Chatteris se révèle incapable de résister aux charmes de la séduisante sirène, même si cela signifie sa propre mort.

## Personnages
- Doris Thalassia Waters, dite la Dame de la Mer (The Sea Lady) : une sirène
- Fred Bunting, sauve Miss Waters d'une noyade simulée
- Mrs Randolph Bunting, sa mère
- Harry Chatteris, le narrateur
- Mabel Glendower, invitée des Bunting
- Melville : un cousin de Harry
- Adeline Glendower : la fiancée de Harry

## Thèmes

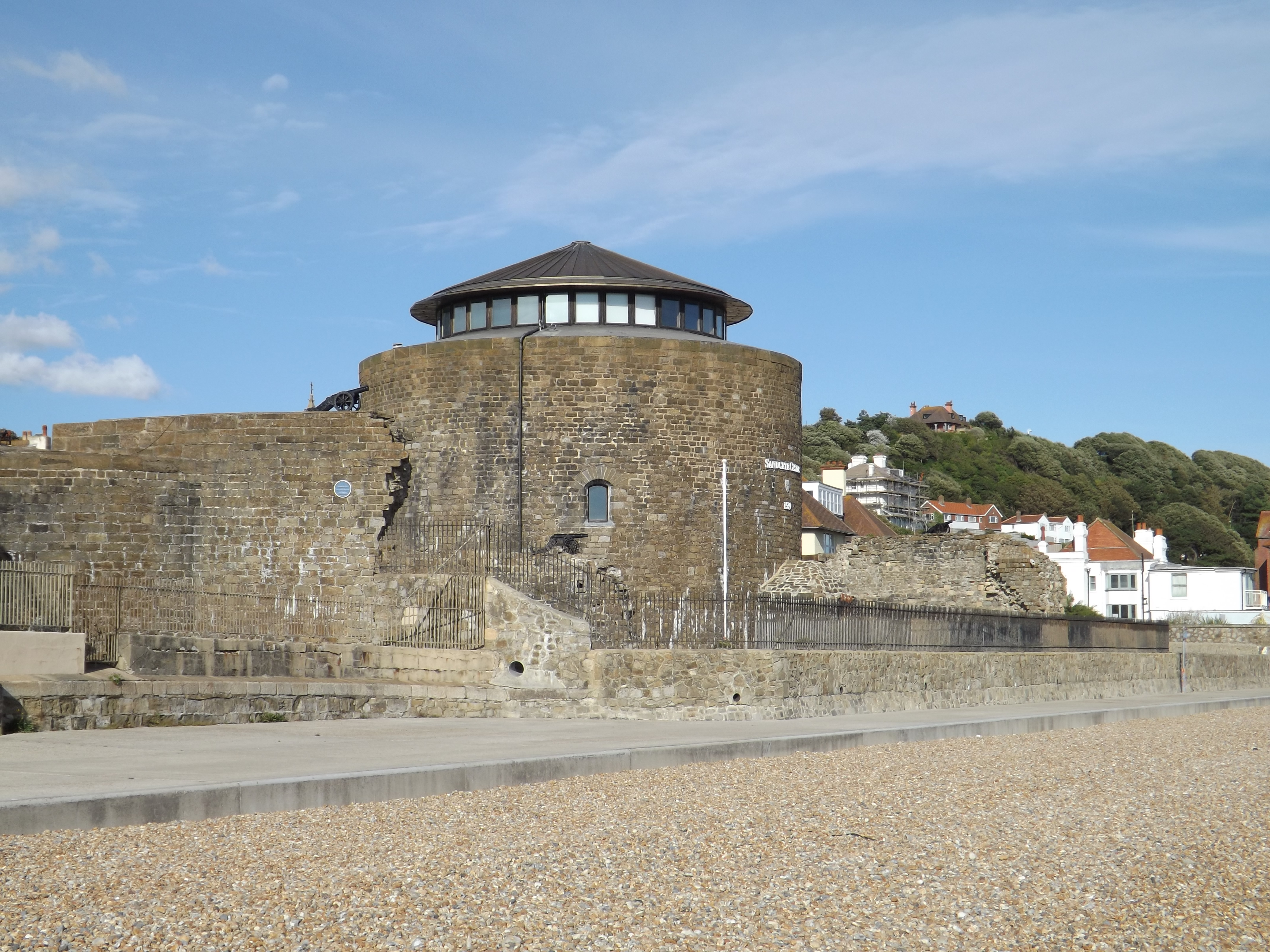
La plage devant Sandgate Castle, mentionnée au début du roman comme le lieu où est repêchée Miss Waters.

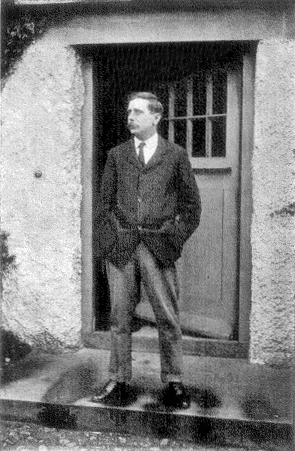
H. G. Wells, photographié en 1908 sur le pas de la porte de sa maison, Spade House, à Sandgate près de Folkestone.

Utilisant le registre de la fantaisie et du roman d'amour, se mêlant pour réaliser une satire sociale légère, Wells explore dans Miss Waters  des thèmes comme la nature, la sexualité, l'imaginaire, et l'idéalisme dans une Angleterre édouardienne où les contraintes morales victoriennes commencent à peine à se relâcher. Dans son autobiographie intitulée « Une tentative d'autobiographie » (Experiment in Autobiography), Wells écrit que Miss Waters a été le reflet de « son désir d'une plus belle expérience que celles que la vie m'avait fait connaître jusqu'alors » (« his craving for some lovelier experience than life had yet given me »).
Dans sa structure narrative, La Dame de la Mer joue habilement avec les conventions sur les recherches et vérifications historiques et journalistiques.
Selon le critique John Clute, « c’est la chose la plus complexe dans sa structure jamais écrite par Wells, certainement le seul de ses romans destiné à nous confirmer directement ce que nous avions déjà compris, à savoir qu’il avait lu Henry James » (« Structurally it is the most complex thing Wells ever wrote, certainly the only novel Wells ever wrote to directly confirm our understanding that he did, indeed, read Henry James »). En accord avec cette opinion, l’écrivain Adam Roberts a discerné dans Miss Waters une sorte de dialogue avec le roman de James La Source sacrée (1901).